# The Mongol Messenger
The Mongol Messenger – mongolska gazeta wydawana w języku angielskim, założona przez państwową agencję informacyjną MONCAME.